# وایبهاوی شاندیلیا
وایبهاوی شاندیلیا بازیگر سینمای هند است که در فیلم‌های زبان تامیل و مراتی کار می‌کند. وی پس از اولین حضور در فیلم جانیوا(۲۰۱۵) از مراتی، در فیلم‌هایی از جمله نه آلبلا (۲۰۱۵)، ساکا پودو پودو راجا(۲۰۱۷) ، مشت بی‌رحمانه در اتاق تاریک (۲۰۱۸) و کیپ ماری(۲۰۱۹) حضور داشته‌است.

## حرفه
وایبهاوی اولین بازی خود را در فیلم مراتی جانیوا (۲۰۱۵)، داستانی دربارهٔ عدالت اجتماعی انجام داد، که به خاطر اولین بازیگر پسر ماهش منجرکار، ساتیا، مورد توجه قرارگرفت. سپس وایبهاوی در میان بازیگران گروهی از جمله ویدیا بالان در بیوگرافی باگوان دادا ، اک آلبلا حضور داشت که در آن وی دختری مسلمان به نام شاهین را به تصویر کشید.
در سال ۲۰۱۶، وایبهاوی در یک فیلم عربی مصری آنها در ال هند قرار می‌گیرند در نقش یک رقصنده در یک آهنگ خاص به نام «تک دینا» ظاهرشد. این رقص توسط ویشنو دوا، طراح رقص مشهور رقص هند انجام شد. وایبهاوی برای حضور در دو فیلم تامیلی زبان مقابل سانتانام - سرور ساندورام و ساکا پودو پودو راجا ثبت نام کرد، جایی که فیلم دوم در سال ۲۰۱۷ اکران شد و فیلم قبلی در سال ۲۰۱۸ اکران شد. وایبهاوی سومین فیلم تامیل خود را در مقابل گوتام کارتیک درمشت بی رحمانه در اتاق تاریک در سال ۲۰۱۸ امضا کرد.

## فیلم‌شناسی
| </img> | نشان دهنده فیلم‌هایی است که هنوز اکران نشده‌اند |

| سال  | فیلم                       | نقش     | زبان   | یادداشت |
| ---- | -------------------------- | ------- | ------ | ------- |
| ۲۰۱۵ | اک آلبلا                   | شاهین   | مراتی  |         |
| ۲۰۱۷ | ساکا پودو پودو راجا        | یاژینی  | تامیل  |         |
| ۲۰۱۷ | راج ویشنو                  | لاوانیا | کانادا |         |
| ۲۰۱۷ | نووو بعدی                  | اسمیتا  | تلوگو  |         |
| ۲۰۱۸ | ایروتو آرائیل موراتو کوتهو | اندرال  | تامیل  |         |
| ۲۰۱۹ | کپمااری                    | جنی     | تامیل  |         |
| ۲۰۲۰ | سرور Sundaram              | سانجانا | تامیل  |         |
| ۲۰۲۰ | راحت                       | TBA     | تامیل  |         |
| ۲۰۲۰ | پاتاککی                    | TBA     | تامیل  |         |
| ۲۰۲۰ | گالیپاتا 2</img>           | TBA     | کانادا |         |

## سریال‌های وب
| سال  | عنوان | نقش  | زبان  | کانال |
| ---- | ----- | ---- | ----- | ----- |
| ۲۰۱۹ | نیشا  | نیشا | تامیل | ZEE5  |